# Utnapištim
Utnapištim ali Utanapištim je oseba iz Epa o Gilgamešu, ki je od boga Enkija (Ea) dobil nalogo,  naj zapusti svoje zemeljske  posesti, zgradi veliko ladjo in jo imenuje Rešitelj življenja. Na ladjo je moral vzeti svojo ženo, družino in sorodnike, obrtnike iz svoje vasi, mladiče živali in žito. Bližajoča se povodenj  naj bi odplavila vse živali in ljudi, ki niso bili na ladji. Pripoved je bila zagotovo navdih za kasnejšo zgodbo o Noetovi barki. Po dvanajstih dneh plovbe je Utnapištim odprl loputo na ladijskem krovu, da bi se razgledal. Pred seboj je zagledal pobočje gore Nisir in tam čakal sedem dni. Sedmi dan je izpustil golobico, da pogleda, če se je voda umaknila. Golobica ni našla kopnega in se je vrnila. Za njo je na pot poslal lastovko, ki prav tako ni našla kopnega in se je vrnila. Utnapištim je nazadnje poslal krokarja, ki je videl, da se je voda umaknila in začel krožiti, vendar se ni vrnil na ladjo. Utnapištim je potem izpustil vse živali na kopno in opravil daritev bogovom. Bogovi so njemu in njegovi ženi za zaslugo, da sta ohranila človeško seme, podarili nesmrtnost in mesto  med bogovi. 

## Ep o Gilgamešu
V Epu o Gilgamešu se naslovni junak, prizadet zaradi smrti prijatelja Engiduja, odpravi na več potovanj iskat svojega prednika Utnapištima, ki  je živel ob izlivu rek in je od bogov dobil nesmrtnost. Ko ga najde, mu Utnapištim svetuje, naj opusti iskanje nesmrtnosti, hkrati pa mu pove za rastlino, ki ga lahko naredi spet mladega. Gilgameš najde rastlino, ki je rasla na dnu reke, vendar mu jo ukrade kača. Gilgameš se vrne domov v Uruk in opusti upanje tako za nesmrtnost kot za vrnitev v mladost.